# David Morgan (zwemmer)
David Morgan (1 januari 1994) is een in Wales geboren Australische zwemmer. Morgans moeder, Amanda James, zwom voor Groot-Brittannië op de Olympische Zomerspelen 1976 in Montreal. Hij vertegenwoordigde Australië op de Olympische Zomerspelen 2016 in Rio de Janeiro.

## Carrière
Bij zijn internationale debuut, op de wereldkampioenschappen kortebaanzwemmen 2014 in Doha, strandde Morgan in de halve finales van zowel de 50 als de 100 meter vlinderslag en in de series van de 200 meter vlinderslag.
Op de wereldkampioenschappen zwemmen 2015 in Kazan werd de Australiër uitgeschakeld in de halve finales van de 200 meter vlinderslag. Op de 4x100 meter wisselslag zwom hij samen met Mitch Larkin, Jake Packard en Kyle Chalmers in de series, in de finale sleepten Larkin en Packard samen met Jayden Hadler en Cameron McEvoy de zilveren medaille in de wacht. Voor zijn aandeel in de series werd Morgan beloond met eveneens de zilveren medaille.
Tijdens de Olympische Zomerspelen van 2016 in Rio de Janeiro strandde Morgan in de halve finales van de 100 meter vlinderslag en in de series van de 200 meter vlinderslag. Samen met Mitch Larkin, Jake Packard en Kyle Chalmers veroverde hij de bronzen medaille op de 4x100 meter wisselslag.

## Internationale toernooien
| Jaar | Olympische Spelen                                              | WK langebaan                                                           | WK kortebaan                                                  | PanPacs       | Gemenebestspelen |
| ---- | -------------------------------------------------------------- | ---------------------------------------------------------------------- | ------------------------------------------------------------- | ------------- | ---------------- |
| 2014 |                                                                |                                                                        | 13e 50m vlinderslag 15e 100m vlinderslag 22e 200m vlinderslag | geen deelname | geen deelname    |
| 2015 |                                                                | 16e 200m vlinderslag · 4x100m wisselslag · Morgan zwom enkel de series |                                                               |               |                  |
| 2016 | 9e 100m vlinderslag · 19e 200m vlinderslag · 4x100m wisselslag |                                                                        | 6-11 december                                                 |               |                  |

## Persoonlijke records
Bijgewerkt tot en met 12 april 2016
Kortebaan
| Afstand          | Tijd    | Datum            | Plaats |
| ---------------- | ------- | ---------------- | ------ |
| 50m vlinderslag  | 22,83   | 27 november 2015 | Sydney |
| 100m vlinderslag | 50,14   | 28 november 2015 | Sydney |
| 200m vlinderslag | 1.54,29 | 26 november 2015 | Sydney |

Langebaan
| Afstand          | Tijd    | Datum         | Plaats   |
| ---------------- | ------- | ------------- | -------- |
| 50m vlinderslag  | 23,76   | 7 april 2016  | Adelaide |
| 100m vlinderslag | 51,64   | 12 april 2016 | Adelaide |
| 200m vlinderslag | 1.55,63 | 9 april 2016  | Adelaide |